# رازبورای رنگی‌پوش
رازبورای رنگی‌پوش (نام علمی: Trigonostigma heteromorpha) که بیشتر با نام رازبورای قرمز و گاهی رازبورای دلقک هم شناخته می‌شود، گونه‌ای ماهی آب شیرین از خانواده کپورماهیان می‌باشد. این گونه پس از معرفی در اوایل دهه ۱۹۰۰ در بین آکواریوم دوستداران سریعاً مورد استقبال قرار گرفت. رازبورای دلقک شناخته شده‌ترین و گسترده‌ترین گونه در بین رازبورها است.
این گونه در اصل جزو سردۀ رازبورا طبقه‌بندی شد و با نام خاص heteromorpha (یونانی، "با شکل متفاوت") اشاره به این واقعیت است که شکل بدن آن با سایر اعضای آن جنس متفاوت است. نام رایج به تکه مثلثی سیاه روی بدن اشاره می‌کند که یادآور الگوهای موجود بر روی لباس دلقک هارلِکوئین است.

## ویژگی‌ها
رازبورای دلقک دارای بدن تقریباً لوزی‌شکل است و رنگ پایه آن از سر تا ساقه دم صورتی نارنجی است و رنگ دقیق آن بسته به عواملی مانند شرایط آب و جمعیت اصلی ماهی از آن متفاوت است حاصل می‌شود. نیمه‌خلفی بدن با یک خط سیاه بزرگ تقریباً مثلثی پوشانده شده‌است که به سمت انتهای ساقه دمی متمایل می‌شود و تقریباً زیر نقطه وسط اتصال باله پشتی شروع می‌شود. به‌طور مشترک با همه کپورماهیان، فرم باله‌های سینه‌ای و لگنی از یک الگوی آشنا پیروی می‌کند، باله‌های سینه‌ای بلافاصله در پشت پرده زیرین یا پوشش آبشش قرار گرفته‌اند، در حالی که باله‌های لگن به طریقی در امتداد قسمت شکمی بدن قرار گرفته‌اند. این رابطه بین باله‌های سینه‌ای و لگنی در کاراسین‌ها و کپورماهیان دیده می‌شود و ویژگی همه استاریوفیزان‌ها (ماهیان دارای مکانیسم کمکی برای تشخیص صدا شامل مجموعه‌ای از استخوان‌های داخلی به نام استخوان‌های وبری) است.

## نگهداری و تکثیر
بهتر است این ماهی در گروه‌های هشت تا ده تایی در کنار سایر ماهی‌های صلح‌جوی کوچک دیگر نگهداری شود. دمای ۲۲ تا ۲۵ درجهٔ سانتی گراد و سختی آب(PH) ۶ تا ۵/۶ برای این ماهی مناسب است.
این ماهی عمدتاً بر روی برگ‌های پهن تخمگذاری می‌نماید؛ بنابراین باید برای تکثیر این ماهی، آکواریومی کم عمق، همراه با آب نسبتاً گرم و اسیدی و دارای گیاهان پهن‌برگ را در نظر گرفت. برای جفتگیری لازم است که جفتی شامل یک مادهٔ جوان (۹ تا ۱۲ ماهه) و یک نر ۲ ساله را در یک آکواریومی با ویژگی‌های یادشده در کنار هم قرار دهید. لازم است که پس از تخم‌ریزی، والدین از آکواریوم خارج شوند و آکواریوم تا زمان خروج نوزادان از تخم (۲۴ ساعت) در فضایی تاریک نگه داشته شود. لاروها را می‌توان با آنفوزوئر (Infusoria) تغذیه نمود. رازبورای دلقک را می‌توان با انواع غذاهای خشک و کرم خونی خشک یا منجمد تغذیه نمود. این ماهی با ماهی‌هایی همچون دیسکس، آنجل، گوپی، پلاتی، مولی، دم شمشیری، انواع تترا، گورامی، دانیو و انواع لوچ‌ها سازگاری دارد.